# اسرائید
اسرائید(به انگلیسی: IsraAID: The Israel Forum for International Humanitarian Aid)(یک انجمن اسرائیلی فعال در زمینه های بشردوستانه در سراسر جهان) سازمان غیردولتی مستقر در کشور اسرائیل است که با کمک هدفمند بشردوستانه به موارد اضطراری در سراسر جهان رسیدگی می‌کند. و در زمینه های گوناگونی همچون  امدادرسانی به بازماندگان بلایای طبیعی، ساخت و بازسازی مدارس، تهیه بسته های کمکی، و در امدادهای پزشکی و روانپزشکی فعالیت می‌کند. همچنین در تعداد فزاینده ای از پروژه های توسعه بین‌الملل با تمرکز بر کشاورزی، پزشکی و بهداشت روان مشارکت دارد.

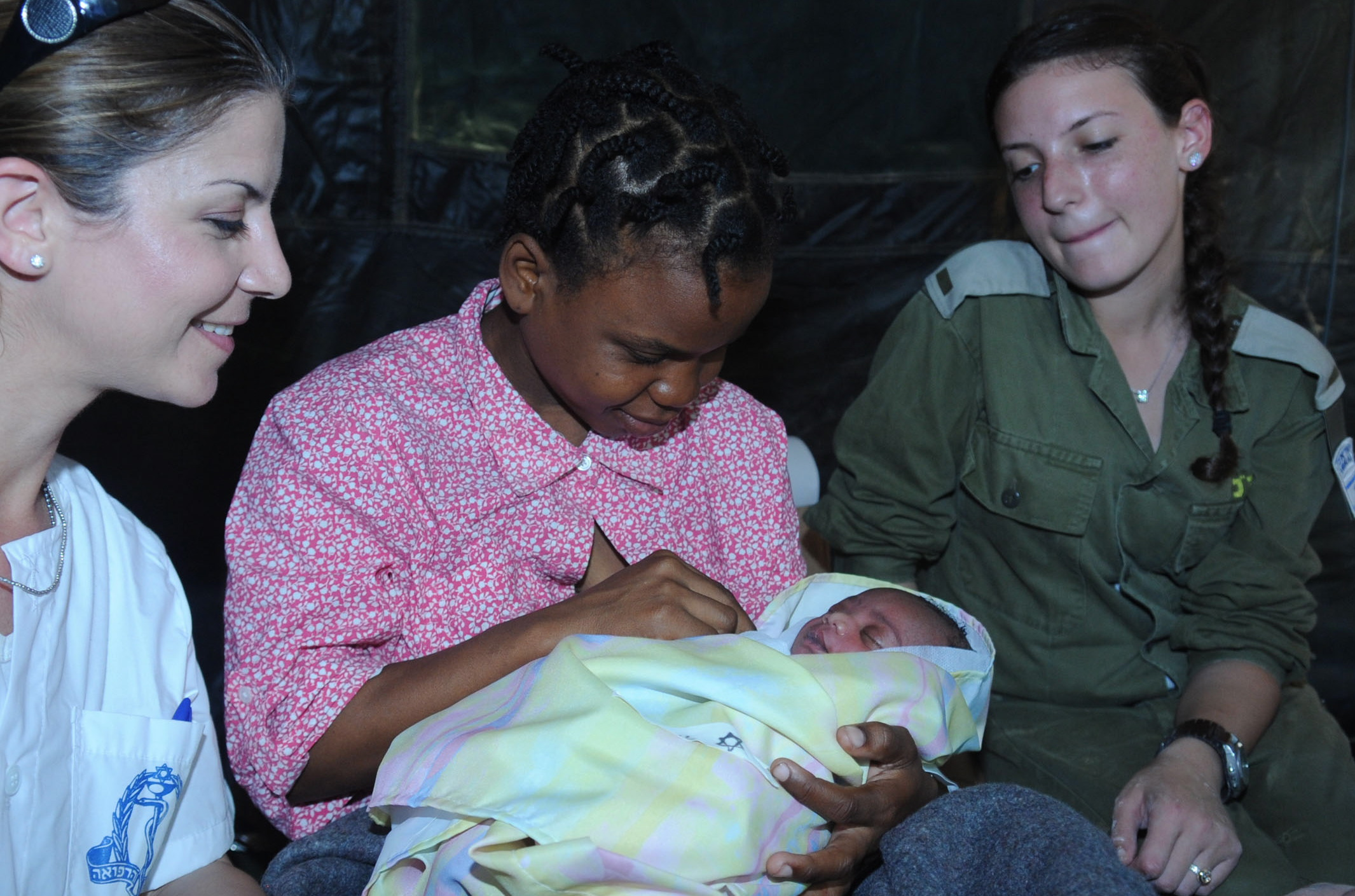
نوزادی تازه متولد شده با مادرش ، در بیمارستان صحرایی اسرائیل در هائیتی، ۲۰۱۰

## اقدامات
1. در سال ۲۰۰۴ اسرائیل ۱۵۰ پزشک ارتش و تیم های جستجو و نجات را برای امداد به بازماندگان سونامی در سریلانکا فرستاد، اما از آنجا که سریلانکا این پیشنهاد را رد کرد، اسرائیل در عوض تعداد کمتری از پرسنل ارتش اسرائیل را به همراه یک محموله ۸۲ تنی از تجهیزات امدادی را ارسال کرد، اقلامی من جمله پتو، غذا، آب، غذای کودک و بیش از نه تن دارو.این تلاش توسط این سازمان(اسرائید) انجام شد.[۷][۸]
2. در سال ۲۰۰۷ شش پزشک و پرستار را به پرو فرستاد تا در انجام اقدامات نجات و ارائه خدمات پزشکی پس از یک زمین لرزه بزرگ کمک کنند.[۹]
3. اعضای این نهاد در سال ۲۰۰۷ برای کمک به جنگ زدگان مسلمان سومالی عازم این کشور شدند و در کمپ های پناهندگان به آموزش برای جلوگیری از گسترش ایدز و همچنین تهیه پوشاک برای نوزادان و کودکان نوپا پرداختند ونیز تعدادی از لوازم پزشکی خریداری و به این کمپ انتقال دادند.[۱۰]
4. در سال ۲۰۰۸ هزاران بسته غذایی در اختیار بیش از ۳۵۰۰۰ پناهجوی گرجی قرار گرفت.[۱۱]
5. کمک رسانی به مردم میانمار بعد از یک طوفان بزرگ در سال ۲۰۰۸، به گزارش جروزالم پست:

اسرائید یک تیم جستجو و نجات و یک تیم ۱۰ نفره از پزشکان و پرستاران را به میانمار اعزام خواهد کرد. این تیم ها لوازم ضروری از جمله ملافه پلاستیکی، غذا، لوازم خانگی و فیلترهای آب را با خود به میانمار خواهد برد.